# Trio pour violon, violoncelle et harpe (Ibert)
Le Trio pour violon, violoncelle et harpe est une composition de musique de chambre de Jacques Ibert. Composé en 1944 et dédié à sa fille Jacqueline, il est créé à la Salle Gaveau le 15 juin 1946 par la dédicataire à la harpe, Alfred Loewenguth au violon et Pierre Basseux au violoncelle.

## Présentation
Le Trio pour violon, violoncelle et harpe est composé en 1944 à destination de la harpiste Jacqueline Ibert, fille du compositeur, et créé par la dédicataire à la harpe, Alfred Loewenguth au violon et Pierre Basseux au violoncelle le 15 juin 1946 à Paris, salle Gaveau.
Par rapport au Quatuor à cordes d'Ibert, le Trio est une partition « beaucoup moins dramatique, d'un langage plus délié, plus immédiatement séduisant », souligne le musicologue François-René Tranchefort. 

## Structure
Le Trio, d'une durée moyenne d'exécution de quinze minutes environ, œuvre à l'écriture « fine, aérée, mais souvent contrastée », comprend trois mouvements : 
1. Allegro tranquillo , qui joue « sur le souple balancement de ses six et sept temps[1] » ;
2. Andante sostenuto, mouvement « remarquablement lyrique, d'une sorte de plénitude sensuelle[1] » ;
3. Scherzando con moto, finale au « jeu preste et volubile des archets, qui semblent le disputer en esprit querelleur aux doigts courant sur les cordes de la harpe[1] ».